# Bijlia
Bijlia ist eine Pflanzengattung aus der Familie der Mittagsblumengewächse (Aizoaceae). Der botanische Name der Gattung ehrt die südafrikanische Naturforscherin Deborah Susanna von der Bijl geb. Malan (1872–1942), die mit Nicholas Edward Brown korrespondierte und ihm die von ihr gesammelten Pflanzen schickte.

## Beschreibung
Die Pflanzen der Gattung Bijlia wachsen kompakt mit drei bis fünf Zweigen, die jeder zwei bis drei Blattpaare tragen. Die kahlen, weißlichen Laubblätter sind gebuckelt bis höckrig. Ihre Epidermis ist glatt und enthält in der äußeren Wand eine mit etwa 10 Mikrometern sehr dicke Schicht Kristallsand.
An einem Pflanzenkörper werden ein bis drei kurz gestielte oder sitzende Blüten gebildet. Es sind Hochblätter vorhanden. Es sind fünf Kelchblätter vorhanden, deren Zipfel mehr oder weniger gleich sind. Die eigelben Kronblätter sind in zwei Kreisen angeordnet. Fadenförmige Staminodien fehlen. Die Staubblätter bilden ein aufrechtes Bündel. Die achtfächrigen Kapselfrüchte sitzen tief zwischen den Blättern. Die Samen sind hellbraun und 0,75 bis 0,86 Millimeter lang sowie 0,5 bis 0,6 Millimeter breit.

## Systematik und Verbreitung
Die Gattung Bijlia ist im Gebiet um die Kleinstadt Prince Albert in der südafrikanischen Provinz Westkap verbreitet. Die Pflanzen wachsen in ebenen Gebieten im Grus verwitterter Dolerite und Quarzite.
Die Erstbeschreibung erfolgte 1928 durch Nicholas Edward Brown. Nach Heidrun Hartmann umfasst die Gattung Bijlia die folgenden Arten:
- Bijlia dilatata H.E.K.Hartmann
- Bijlia tugwelliae (L.Bolus) S.A.Hammer

## Nachweise